# Ramón Font y Farrés
Ramón Font y Farrés, auf Katalanisch Ramon Font i Farrés, CMF (* 20. Februar 1874 in Rupit, Osona, Spanien; † 16. August 1947) war ein spanischer Ordensgeistlicher und römisch-katholischer Bischof von Tarija in Bolivien.

## Leben
Ramón Font y Farrés trat der Ordensgemeinschaft der Claretiner bei und empfing am 21. September 1901 die Priesterweihe.
Papst Pius XI. ernannte ihn am 17. November 1924 zum ersten Bischof des neuerrichteten Bistums Tarija. Der Apostolische Nuntius in Venezuela, Erzbischof Filippo Cortesi, spendete ihm am 15. März des folgenden Jahres die Bischofsweihe; Mitkonsekrator waren der Erzbischof von Sucre, Luigi Francesco Pierini OFM.